# Djeneba Touré
Djeneba Touré (* 8. April 1996 in Odienné, Elfenbeinküste) ist eine österreichische Leichtathletin, die sich auf den Diskuswurf spezialisiert hat und auch im Kugelstoßen an den Start geht.

## Sportliche Laufbahn
Touré wurde in Odienné geboren, wuchs jedoch ab ihrem vierten Lebensjahr in Bruck an der Mur, später in Graz auf.
Erste internationale Erfahrungen sammelte Djeneba Touré im Jahr 2013, als sie bei den Jugendweltmeisterschaften in Donezk mit 15,22 m in der Qualifikationsrunde im Kugelstoßen ausschied und auch im Diskuswurf mit 39,07 m den Finaleinzug verpasste. 2015 gelangte sie bei den Junioreneuropameisterschaften in Eskilstuna mit 46,12 m auf den zwölften Platz im Diskusbewerb und schied mit der Kugel mit 12,73 m im Vorlauf aus. 2017 brachte sie bei den U23-Europameisterschaften in Bydgoszcz keinen gültigen Versuch zustande und 2023 wurde sie bei der 3. Liga der Team-Europameisterschaft im Rahmen der Europaspiele in Chorzów mit 53,12 m Zweite. Anschließend belegte sie bei den Balkan-Meisterschaften in Kraljevo mit 52,73 m den vierten Platz.
In den Jahren von 2018 bis 2023 wurde Touré österreichische Staatsmeisterin im Diskuswurf sowie 2013 im Kugelstoßen. Zudem wurde sie 2017 Hallenmeisterin im Kugelstoßen.

## Persönliche Bestleistungen
- Kugelstoßen: 14,59 m, 19. Feber 2017 in Wien
- Diskuswurf: 55,84 m, 27. Mai 2018 in Halle